# Gecko (Automarke)
Gecko war eine britische Automarke.

## Markengeschichte
Nick Ingram gründete 1984 das Unternehmen Autobarn Fabrications in Tamworth in der Grafschaft Staffordshire. Er begann mit der Produktion von Automobilen und Kits. Der Markenname lautete Gecko. 1990 setzte Simmons Design aus Lichfield in Staffordshire unter Leitung von David Simmons die Produktion fort. 1992 endete die Produktion. Insgesamt entstanden etwa 88 Exemplare.

## Fahrzeuge
Im Angebot stand nur ein Modell, allerdings in mehreren Ausführungen. Es war eine Mischung aus Freizeitauto im Stile des Mini Moke und eines Strandwagens. Die Basis bildete der Mini mit einem modifizierten hinterem Hilfsrahmen. Darauf wurde eine offene Karosserie montiert, die aus einer Mischung von Sperrholz, Aluminium und Fiberglas bestand. Der Radstand variierte zwischen 127 cm und 254 cm. Eine Version mit sechs Rädern stand ebenfalls im Angebot.